# Dan 3.
Dan 3. var en dansk konge, der fortælles om i Saxo Grammaticus' krønike Gesta Danorum. Han nævnes i 4. bogs 9. kapitel. Han nævnes ikke i andre krøniker eller sagaer, så han er muligvis en variant af kong Dan.
| Original tekst af Saxo Grammaticus | Oversættelse af Frederik Winkel Horn |
| Post hunc Dan regnum capessit. Qui cum duodecimum aetatis annum ageret, legationum petulantia fatigatur, Saxonibus bellum aut tributum afferre iussus. Sed rubor pugnam pensioni anteposuit, potius ad strenue moriendum quam timide vivendum impellens. Itaque praelata pugnandi sorte, Danorum iuventus Albyam fluvium tanta navigiorum frequentia complevit, ut facilem eius transitum perinde ac continuo ponte iuncta puppium tabulata praestarent. Quo evenit, ut Saxoniae rex eidem quam a Danis exigebat condicioni adigeretur. | Saa blev Dan Konge. Da han gik i sit tolvte Aar, kom der Sendemænd til ham fra Sachserne, som overmodig bød ham Krig, hvis han ikke vilde betale Skat til dem. Hans Æresfølelse drev ham til at foretrække Kamp for at betale Skat, til hellere at falde som en tapper Mand end leve som en fejg Usling. Da han saaledes havde valgt at kæmpe, lagde han ind i Elben med saa mange Skibe, vel bemandede med ungt Mandskab, at man lettelig kunde gaa over Floden paa de sammenbundne Stævne som paa en Bro, og Følgen heraf blev, at Sachserkongen maatte underkaste sig de Kaar, han selv havde foreskrevet Danskerne. |